# Bezčtvercové celé číslo

Některá bezčtvercová celá čísla

Bezčtvercové celé číslo je takové číslo, které je celé a bezčtvercové, tedy celé číslo, které není dělitelné čtvercem. Například číslo 10 = 5 × 2 je bezčtvercové celé číslo, ale číslo 18 = 2 × 3² bezčtvercové není. Nejmenší bezčtvercová přirozená čísla jsou:
1, 2, 3, 5, 6, 7, 10, 11, 13, 14, 15, 17, 19, 21, 22, 23, 26, 29, 30, 31, 33, 34, 35, 37, 38, 39, …

## Ekvivalentní definice
- Celé číslo n je bezčtvercové právě tehdy, když se v jeho prvočíselném rozkladu vyskytuje každé prvočíslo nejvýše jednou. Jinými slovy, pokud pro každého dělitele p čísla n platí, že p nedělí n/p.

- Celé číslo n je bezčtvercové právě tehdy, když pro každý rozklad n = a × b platí, že čísla a a b jsou nesoudělná.

- Kladné celé číslo n je bezčtvercové právě tehdy, pokud μ(n) ≠ 0, kde μ značí Möbiovu funkci.

- Kladné celé číslo n je bezčtvercové právě tehdy, pokud jsou všechny komutativní grupy řádu n izomorfní, což je právě tehdy, když jsou všechny cyklické. Tato definice vyplývá z klasifikace konečně generovaných komutativních grup.

- Kladné celé číslo n je bezčtvercové právě tehdy, pokud je podílový okruh Z/nZ součinem těles. To vyplývá z obecné Čínské věty o zbytcích.

- Pro každé kladné celé číslo n tvoří množina všech kladných dělitelů n spolu s dělitelností množinu částečně uspořádanou. Tato množina je vždy distributivním svazem. A je Booleovou algebrou právě tehdy, pokud je n bezčtvercové.